# Della Ratta (famiglia)
I della Ratta furono un'importante famiglia aristocratica della Campania.

## Il Capostipite
Diego della Ratta, originario dell'Aragona, forse di Exeya d'os Caballers, o della Catalogna nato nel 1285 e morto a Casertavecchia (CE) nel dicembre 1325, fu il capostipite della Famiglia della Ratta (prima "de Larrat" o "de La Rath") in Italia.
Egli si trasferì nel Regno di Napoli durante la 1ª Guerra del Vespro e probabilmente giunse a Napoli nel 1297 al seguito di Violante d'Aragona, andante in sposa a Roberto d'Angiò.

## Storia

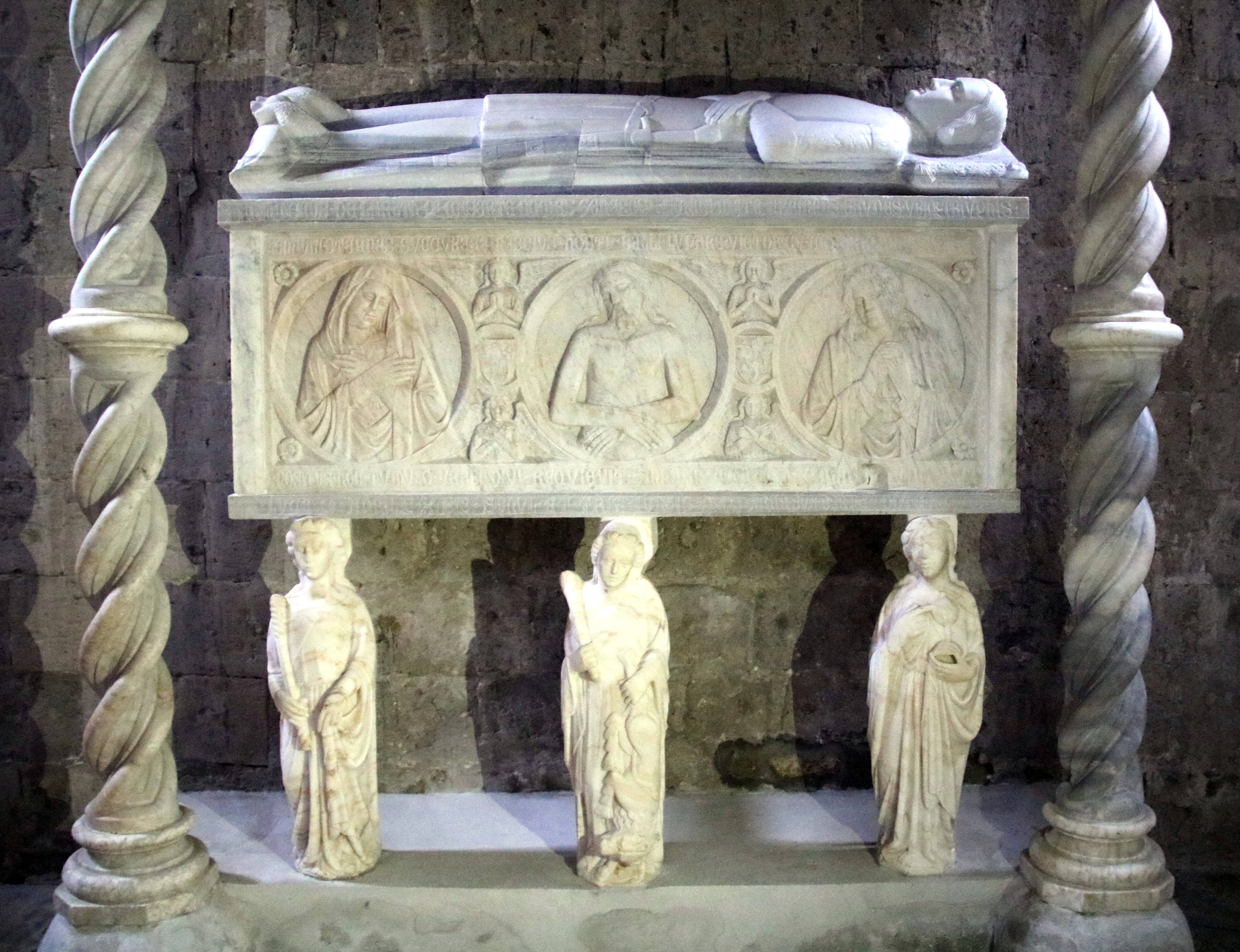
Tomba di Francesco I della Ratta conte di Caserta, morto nel 1359, Cattedrale di San Michele Arcangelo (Casertavecchia)

Nel XIV secolo la famiglia catalana de La Rath divenuto della Ratta si trasferì nel Regno di Napoli. Nel 1305 Diego della Ratta, citato anche nel Decameron di Boccaccio, divenne conte di Caserta. Il castello di Casertavecchia, costruito nel 861, divenne la dimora della famiglia che, secondo una leggenda, vi nascose un tesoro inestimabile. Nel 1401 alla famiglia passò anche il feudo di Sant'Agata de' Goti. 
Il titolo di conte di Caserta passò di padre in figlio per generazioni. Da Diego a Francesco I, ad Antonio, a Francesco II, a Baldassarre.
Nel 1432, dopo l'omicidio di Sergianni Caracciolo, la Regina Giovanna II nominò Baldassarre della Ratta tra i custodi del testamento e i sedici baroni governatori del Regno, per garantire la sua conservazione fino alla sua morte nel 1435, per il suo erede Renato d'Angiò. Baldassarre aveva precedentemente servito come Giustiziere della provincia di Principato Citra fino al 1410, quando fu sostituito da Andrea del Giudice. Nel 1493 il figlio, Giovanni della Ratta, fu uno dei sostenitori della Santissima Casa dell'Annunziata.
Caterina della Ratta (deceduta nel 1511), figlia di Giovanni (deceduto nel 1458), fu l'ottava contessa di diverse terre, tra cui Caserta, Sant'Agata dei Goti, Melissano, Frasso e Ducenta. Dopo la morte del fratello Francesco III nel 1488, sposò Cesare d'Aragona, marchese di Sant'Agata dei Goti, figlio di Ferdinando I di Napoli e successivamente, nel 1509 con Andrea Matteo III Acquaviva, duca d'Atri e conte di San Flaviano.
Il castello di Limatola, di cui la famiglia ne era proprietaria dal 1457, venne donato da Caterina della Ratta insieme al feudo di Limatola ai suoi nipoti.
Giovan Battista della Ratta, nobile di Capua, sposò Amalia Imperato nel 1570, e la loro figlia Caterina sposò Girolamo Capece Minutolo, barone di San Valentino.
Nel 1682, Beatrice della Ratta, discendente di Francesco II, sposò Carlo Lanza, patrizio di Capua.
Cesare della Ratta risulta essere iscritto nell'Albo degli Avvocati del 1780, istituito per la prima volta al Mondo, elaborato dal legislatore del Regno di Napoli.

## Residenze
Tra i vari edifici appartenuti alla famiglia durante i secoli, eccone riportati alcuni:
- Castello e tenuta di Valle di Maddaloni, donati nel 1493 dal proprietario Francesco II della Ratta alla Real Casa dell'Annunziata[4].
- Castello di Pontelatone[5].
- Castello di Durazzano, appartenuto nel XV secolo a Baldassare della Ratta, conte di Caserta e di Alessano. Abbellì il castello con numerose opere d'arte ed ancora oggi è possibile vedere lo stemma della famiglia sulla porta d'ingresso[6].
- Castello di Casertavecchia, principale dimora della famiglia. Alla morte di Diego il castello risultava in rovina, ma il figlio Francesco lo ristrutturò nel 1348 circa.

## Tavola genealogica
|                                                |                                                |        |                                    |                                                               |                                                               |                                               |                                               | |                                                |                                                |         |                               |                               |
|                                                |                                                |        |                                    |                                                               |                                                               |                                               |                                               | Diego della Ratta conte di Caserta 1285-1325 1sp. Domicella di Majorca 2sp. Odolina di Chiaromonte |                                                |                                                |         |                               |                               |
|                                                |                                                |        |                                    |                                                               |                                                               |                                               |                                               | |                                                |                                                |         |                               |                               |
|                                                |                                                |        |                                    |                                                               |                                                               |                                               |                                               | |                                                |                                                |         |                               |                               |
|                                                |                                                |        |                                    | 1Caterina sp. Goffredo Caetani                                | 1Caterina sp. Goffredo Caetani                                | 1Agnese sp. Ruggero II Sangineto              | 1Agnese sp. Ruggero II Sangineto              | 2Francesco I 1318-1359 sp. Caterina d'Alneto                                                       | 2Francesco I 1318-1359 sp. Caterina d'Alneto   | 2Simone                                        | 2Simone | 2Violante sp. Niccolò Caetani | 2Violante sp. Niccolò Caetani |
|                                                |                                                |        |                                    |                                                               |                                                               |                                               |                                               | |                                                |                                                |         |                               |                               |
|                                                |                                                |        |                                    |                                                               |                                                               |                                               |                                               | |                                                |                                                |         |                               |                               |
|                                                |                                                |        |                                    |                                                               |                                                               |                                               | Isabella Novella sp. Enrico del Bosco         | Isabella Novella sp. Enrico del Bosco                                                              | Luigi Antonio 1338-1382 sp. Beatrice del Balzo | Luigi Antonio 1338-1382 sp. Beatrice del Balzo |         |                               |                               |
|                                                |                                                |        |                                    |                                                               |                                                               |                                               |                                               | |                                                |                                                |         |                               |                               |
|                                                |                                                |        |                                    |                                                               |                                                               |                                               |                                               | |                                                |                                                |         |                               |                               |
|                                                |                                                |        |                                    |                                                               |                                                               | Francesco II 1370-1399 sp. Agnese Sanseverino | Francesco II 1370-1399 sp. Agnese Sanseverino | Luigi                                                                                              | Luigi                                          | Sandolo                                        | Sandolo | Cicella                       | Cicella                       |
|                                                |                                                |        |                                    |                                                               |                                                               |                                               |                                               | |                                                |                                                |         |                               |                               |
|                                                |                                                |        |                                    |                                                               |                                                               |                                               |                                               | |                                                |                                                |         |                               |                               |
|                                                |                                                |        |                                    | Baldassarre 1400-1443 sp. Maria di Capua Cantelmo             | Baldassarre 1400-1443 sp. Maria di Capua Cantelmo             | Antonello sp. Margherita Marzano              | Antonello sp. Margherita Marzano              | Giacomo sp. Berarda Vedella Origlia                                                                | Giacomo sp. Berarda Vedella Origlia            |                                                |         |                               |                               |
|                                                |                                                |        |                                    |                                                               |                                                               |                                               |                                               | |                                                |                                                |         |                               |                               |
|                                                |                                                |        |                                    |                                                               |                                                               |                                               |                                               | |                                                |                                                |         |                               |                               |
|                                                |                                                |        | Giovanni 1420-1458 sp. Anna Orsini | Giovanni 1420-1458 sp. Anna Orsini                            | Isabella                                                      | Isabella                                      |                                               | |                                                |                                                |         |                               |                               |
|                                                |                                                |        |                                    |                                                               |                                                               |                                               |                                               | |                                                |                                                |         |                               |                               |
|                                                |                                                |        |                                    |                                                               |                                                               |                                               |                                               | |                                                |                                                |         |                               |                               |
| Francesco III 1440-1488 sp. Altobella Gesualdo | Francesco III 1440-1488 sp. Altobella Gesualdo | Emilia | Emilia                             | Caterina sp. Cesare d'Aragona sp. Andrea Matteo III Acquaviva | Caterina sp. Cesare d'Aragona sp. Andrea Matteo III Acquaviva | Diana sp. Gian Francesco Sanseverino          | Diana sp. Gian Francesco Sanseverino          | |                                                |                                                |         |                               |                               |
|                                                |                                                |        |                                    |                                                               |                                                               |                                               |                                               | |                                                |                                                |         |                               |                               |
|                                                |                                                |        |                                    |                                                               |                                                               |                                               |                                               | |                                                |                                                |         |                               |                               |
| Caterinella sp. Francesco Gambacorta           |                                                |        |                                    |                                                               |                                                               |                                               |                                               | |                                                |                                                |         |                               |                               |

Albero genealogico della famiglia della Ratta.